# Ulrich Klausnitzer
Ulrich Klausnitzer (* 10. April 1963 in Dresden) ist ein deutscher Naturwissenschaftler. Er ist studierter Agraringenieur und freiberuflich tätig.
Klausnitzer ist Wissenschaftler in der Elbe-Forschung, mit Schwerpunkt auf der Wirkung des Wassers (Überflutungen und Niedrigwasser) auf Pflanzenformationen im Hartholzauenwald.
Weitere Arbeitsgebiete sind Gehölze in Sachsen, die Vegetationskunde, Erarbeitung von Konzepten für nachhaltige Landbewirtschaftung (in Land- und Forstwirtschaft) sowie deren Umsetzungsbegleitung und außerdem Anfertigen von Planungen für Biotopverbundkonzepte und ökologisch / naturschutzgerechte Gartengestaltung.
Klausnitzer erreichte Bekanntheit durch sein Buch „Biotope im Garten“, einen Ratgeber zur Gestaltung und Anlage von Biotopen, sowie durch seine Arbeiten zur Auenwaldökologie.

## Ausgewählte Werke
- Co-Autor von: Die Bockkäfer (Cerambycidae) Mitteleuropas. 4., ergänzte und erweiterte Auflage – Die Neue Brehm-Bücherei Band 499, VerlagsKG Wolf: 718 S. (2 Bände), 325 Farbfotos, 157 SW-Abb. - erschienen 2018[1]
- Co-Autor von: Die Bockkäfer (Cerambycidae) Mitteleuropas. 3., stark überarbeitete und erweiterte Auflage – Die Neue Brehm-Bücherei Band 499, VerlagsKG Wolf: 692 S. (2 Bände), 324 Farbfotos, 157 SW-Abb. - erschienen 2015
- Die Grundwanze, Aphelocheirus aestivalis (Fabricius, 1794), in der Oberlausitz (Heteroptera, Aphelocheiridae). Berichte der Naturforschenden Gesellschaft der Oberlausitz (Görlitz, 20: S. 67–69) - erschienen 2012
- Hauptautor von Erstaufforstungen in Sachsen aus der Sicht des Naturschutzes; Naturschutzarbeit in Sachsen 34, 1992.
- Biotope im Garten - erschienen 1994 im Neumann Verlag Radebeul, weitergeführt von Eugen Ulmer Verlag ISBN 3-7402-0152-5 (Online)
- Flurgehölze im Kontext der Waldrand-Lebensgefüge und die Entwicklung der Vegetation in Schutzpflanzungen der Agrarlandschaft.- Natur- und Kulturlandschaft 2: 136–144, 1997.
- Co-Autor von: Die Baum- und Straucharten Sachsens. Charakterisierung und Verbreitung als Grundlage der Generhaltung - Verlag: Sächsische Landesanstalt für Forsten, 2002. PDF
- Erst-Autor von:  Vegetationskundliche Charakterisierung von Waldbeständen auf Hartholzauenstandorten. In: Ergebnisse ökologischer Forschung zur nachhaltigen Bewirtschaftung von Auenwäldern an der Mittleren Elbe. Forstwissenschaftliche Beiträge Tharandt 17: Seiten 123–154, 2002.